# Анне Схеллекенс
Анне Схеллекенс  (нід. Anne Schellekens, 18 квітня 1986) — нідерландська веслувальниця, олімпійська медалістка.

## Виступи на Олімпіадах
| Олімпіада   | Дисципліна                     | Місце |
| ----------- | ------------------------------ | ----- |
| Лондон 2012 | вісімка розстібна зі стерновим | 3     |